# Ørtfjell Station
Ørtfjell Station (Ørtfjell stasjon) er en tidligere jernbanestation på Nordlandsbanen, der ligger i Rana kommune i Norge.
Stationen åbnede første gang 1. maj 1945 ved 535,59 km, da banen blev forlænget fra Grønfjelldal til Dunderland. Den blev nedgraderet til trinbræt i 1948 og nedlagt 23. november 1959. 
Stationen blev genoprettet som togfølgestation 29. maj 1983 ved 534,63 km i forbindelse med åbningen af et sidespor til Rana Grubers mine. Sidesporet er 3,03 km langt og omfatter en bro på 260 m over Ranelva og en tunnel på 1615 m. Det benyttes til transport af malm fra minen og videre ad Nordlandsbanen til Rana Grubers anlæg i Gullsmedvik. Indtil 1983 blev malmen transporteret fra et sidespor til Storforshei Station.